# Gilbert-szindróma
A Gilbert-szindróma  vagy Gilbert-kór állapot a betegség és az egészség határán, melyet a vér megemelkedett bilirubinszintje okoz. Férfiaknál gyakrabban fordul elő, mint nőknél. A nemek arányát különböző források 1,5:1 és 7:1 közé teszik. Örökletes, autoszomális recesszív öröklésmenettel.
A Gilbert-kór nem az egyedüli, családban halmozódó hiperbilirubinémia. További példák: Crigler-Najjar-szindróma, Dubin-Johnson-szindróma, Rotor-szindróma, Summerskill-Walshe-Tygstrup-szindróma. Nagyon ritkán fordulnak elő. Tudományos jelentőségük a Gilbert-szindrómával együtt abban áll, hogy betekintést nyújtanak a máj működésébe.

## Története
A Gilbert-kór nevét Augustin Nicolas Gilbert francia gasztroenterológusról kapta, aki 1901-ben elsőként írta le a szindrómát. Kutatásait Pierre Lereboullet segítette. A német szakirodalomban egyes szerzők Meulengracht nevét is hozzáfűzik; a dán Einar Meulengracht behatóan tanulmányozta a szindrómát.

## Genetikája
A kórképet az UDP-glukuronoziltranszferáz (UDP-GT1-A1) enzim termelődésének 70-75%-os csökkenése okozza. Az enzimet kódoló génnek (UGT1A1) normál esetben van  Promoter-TATA-Box-a, ami az A(TA6)TAA allélt tartalmazza. Gilbert-kórban többnyire az A(TA7)TAA allél foglal helyet mindkét kromoszómán. Az allélok polimorfizmusát UGT1A1*28 jelöli. Az esetek 94%-ában további glukuronoziltranszferáz enzimek is érintettek, mint az UDP-GT1-A6 (50% aktivitáscsökkenés), vagy az UDP-GT1-A7 (83% aktivitáscsökkenés).

## Okok
A Gilbert-kór jóindulatú, krónikus, ún. nem-konjugált hiperbilirubinémia, azaz magas bilirubinszinttel járó állapot, hemolízis nélkül. A kórkép a máj örökletes működési zavara, amely során a bilirubin molekula lebontása zavart szenved.
A szervezetben az oxigén szállítását a vörösvérsejtek végzik. A vörösvérsejtekben az oxigén hemoglobin molekulához kötődve jut el a szövetekhez. Élettartamuk 120 nap. A hemoglobin a csontvelőben, a lépben és a májban több lépésben lebomlik, és vízoldható formában a széklettel és a vizelettel távozik. 
1: A hemoxigenáz a hemoglobinból  α-hidroxihemint, majd biliverdint készít.
2: A biliverdin-reduktáz a biliverdint nem konjugált bilirubinná alakítja. Ehhez a vízoldhatatlan anyaghoz albumin fehérje kapcsolódik, így szállítja a vér a májba.
3: A nem konjugált bilirubin a májban mikroszomális UDP-glukuronosziltranszferáz (UDP-GT) és glukuronsav segítségével konjugált, most már vízoldható bilirubinná alakul.
4: A konjugált bilirubin az epével a bélbe kerül.
5: A bélben a konjugált bilirubin urobilinogénné redukálódik, ennek 80%-a a széklettel kiürül. A többi a bélfalon keresztül felszívódik a vérbe, majd onnan kiválasztódik a vizeletbe.
A bilirubin a hemoglobin molekula lebomlása során képződő anyag. A bilirubin lebontásában számos enzim játszik szerepet. Gilbert-kórban az ún. UDP-glükuronil-transzferáz szintje genetikusan alacsonyabb, körülbelül 30%-a az egészségesnek. Gyengébb, 0-10%-os aktivitás esetén Crigler-Najjar-szindrómáról van szó.
Az UDP-glükuroniltranszferáz enzim csökkent jelenléte miatt az epefesték lebontása lassabban megy végbe. Ezért a vérben felszaporodik a nem konjugált – azaz a vérben nem oldódó, ún. indirekt reakciót adó – bilirubin molekula. Emiatt időnként változó mértékű sárgaság jöhet létre a bőrön és a szem ínhártyáján (szemfehérje). A sárgaság mértékét több tényező, például tápláltsági állapot, fáradtság, stressz befolyásolja.

## Tünetei
A tünetek általában 10-30. életév között jelennek meg. Serdülőkorig a legtöbb esetben a bilirubin képződése és lebontása egyensúlyban lehet. Ha a serdülőkorú gyermek szeme fehérje időnként sárgás színűnek tűnik, főként, ha a családban ismert Gilbert-kóros személy van, feltétlenül gondolnunk kell erre a kórképre. Gyanús esetben a háziorvos rutin vérvizsgálatot kérve könnyen igazolhatja az enyhén emelkedett konjugálatlan szérum bilirubin szintet. Az atipikus tünetek, például a fáradtság nem korrelál a bilirubinszinttel. Egyes gyógyszerekre is érzékenyek, például az Irinotecan kemoterápiás szerre, de egy tanulmány szerint a Paracetamol feldolgozása is zavart szenved. Ez azonban vitatott. A bilirubinszintet emelik az Indinavir és az Atazanavir HIV ellenes szerek.
A konjugáló enzim működését számos hatás befolyásolja. Különböző fizikai és lelki megterhelések hatására, betegség alatt vagy stressz helyzetekben olyan anyagok képződnek, melyek az amúgy is csökkent enzimműködést még jobban visszaszorítják. Éhezést követően, egy átvirrasztott éjszaka vagy alkohol fogyasztása után, illetve kifejezett erőkifejtés, erőteljesebb fizikai munka, sportolás után szembetűnő sárgaság alakulhat ki.

## Felismerése
A Gilbert-kór bizonyítására ma már elegendő az éhezéses teszt és a nikotinsavteszt, nem kell mintát venni a májból. További lehetőség a genetikai vizsgálat.
Az általános vér- és vizeletvizsgálat méri a bilirubinszintet. Az egészségeshez képest kétszer akkora érték Gilbert-szindrómát jelez.
Egyes elméletek szerint a megnövekedett bilirubinszint véd bizonyos betegségekkel szemben, mint érelmeszesedés, és a colorectalis carcinomával szemben. Egy 2011-es cikk a tüdőbetegségekkel kapcsolatos kutatásokról számol be, és úgy találja, hogy a magasabb bilirubinszint csökkenti a tüdőbetegségek gyakoriságát, és a halálozási arányt is.

## Kezelése
Az esetek döntő többségében az emelkedett szérum bilirubin-szint panaszokat nem okoz, ezért annak kezelése nem szükséges. 
Önmagában a mérsékelten emelkedett szérum bilirubinszint nem ártalmas, azonban bizonyos gyógyszerek májkárosító hatása Gilbert-kór fennállása esetén fokozódhat. Ezeket kerülni kell. Ezért fontos a diagnózis ismerete.  Bizonyos szakmáktól, munkáktól eltanácsolják a Gilbert-szindrómásokat, nem dolgozhatnak vegyi üzemekben, festékgyárakban, és hasonló helyeken, hogy védjék a májat.
A klinikai tünetek sokkal inkább nyugtalanítóak, mint súlyosak; emiatt felvilágosításra van szükség.
A kórkép a normális életvitelt nem befolyásolja, de javasolt a stresszhelyzetek kerülése, a naponta többszöri étkezés és a rendszeres, nem megterhelő sportolás.

## Előfordulás
A Gilbert-szindróma a népesség 5%-ánál jelentkezik (Észak-Európában az előfordulása 10-18%).

## Fordítás
Ez a szócikk részben vagy egészben  a   Morbus Meulengracht című német Wikipédia-szócikk fordításán alapul.  Az eredeti cikk szerkesztőit annak laptörténete sorolja fel. Ez a jelzés csupán a megfogalmazás eredetét és a szerzői jogokat jelzi, nem szolgál a cikkben szereplő információk forrásmegjelöléseként.